# Dirphya tanganjyicae
Dirphya tanganjyicae là một loài bọ cánh cứng trong họ Cerambycidae.